# Amanda Bynes
Amanda Laura Bynes (ur. 3 kwietnia 1986 w Thousand Oaks) – amerykańska aktorka telewizyjna i filmowa.

## Życiorys
Urodziła się i wychowała w Thousand Oaks w Kalifornii, jako najmłodsze z trojga dzieci Lynn (z domu Organ), asystentki dentysty i kierowniczki biura, oraz Ricka Bynesa, dentysty i stand-upera. Dorastała z dwojgiem starszego rodzeństwa, bratem Tommym (ur. 1973), kręgarzem, i siostrą Jillian (ur. 1983). Jej dziadkowie ze strony matki pochodzili z Toronto, a jej przodkowie wyemigrowali z Irlandii, Polski, Rosji i Rumunii. Jej matka była Żydówką, a ojciec jest katolikiem.
W wieku siedmiu lat wzięła udział w reklamie cukierków Nestlé Buncha Crunch. Występowała w musicalach Annie, Tajemniczy ogród, The Music Man i Dźwięki muzyki.
Brała udział w obozie komediowym Laugh Factory w Los Angeles pod okiem Arsenia Halla i Richarda Pryora i została zauważona przez producenta Nickelodeon, zanim została obsadzona przez sieć. Stała się rozpoznawalna dzięki różnym rolom serii skeczy All That, przez sezony od trzeciego do szóstego (1996–2000). Później została stałym uczestnikiem w teleturnieju dla dzieci Figure It Out (1997–1999). W wieku 13 lat została prowadzącą własnego programu Szał na Amandę (The Amanda Show), który w Stanach Zjednoczonych cieszył się olbrzymią popularnością. W późniejszych latach zagrała wiele ról w filmach komediowych oraz serialach. Szerszej widowni dała się poznać w komedii romantycznej Ona to on, w którym zagrała główną rolę. W Polsce popularność zdobyła, grając niesforną siostrę w serialu Siostrzyczki, emitowanym przez telewizję TVN 7.
W 2007 uruchomiła linię odzieżową Dear ze sprzedawcą Steve & Barry’s, ale bankructwo sieci zmusiło przedsięwzięcie do zaprzestania działalności w kolejnym roku. W lutym 2010 znalazła się na okładce magazynu „Maxim”.
W 2012 została oskarżona o prowadzenie pojazdu w stanie nietrzeźwości w West Hollywood. Dwa lata później zarzut został odrzucony i otrzymała trzyletni okres próbny. W maju 2013 Bynes została oskarżona o lekkomyślne zagrożenie i posiadanie marihuany po tym, jak znaleziono ją palącą w holu jej apartamentowca na Manhattanie. Kiedy oficerowie weszli do jej mieszkania na 36 piętrze, rzekomo przez okno wyrzuciła faję wodną. Sędzia hrabstwa nowojorskiego oddalił sprawę przeciwko niej w czerwcu 2014.
22 lipca 2013 podłożyła ogień pod jednym z domów niedaleko zamieszkania jej ojca. Po tym zdarzeniu trafiła na obserwację psychiatryczną. Była hospitalizowana w ramach 72-godzinnej oceny stanu zdrowia psychicznego. Rodzice Bynes złożyli wniosek o opiekę nad córką wkrótce po rozpoczęciu jej hospitalizacji. W sierpniu jej matka otrzymała tymczasową kuratelę nad sprawami Bynes.

## Filmografia
- 1996–2000: All That
- 1997–1999: Figure It Out
- 1999: Arli$$ (gościnnie)
- 1999–2002: Szał na Amandę (The Amanda Show) jako Amanda i inni
- 2001: Pełzaki (Rugrats) jako Taffy (głos) (gościnnie)
- 2001: The Drew Carey Show jako Uczestnik skeczu (gościnnie)
- 2001: The Nightmare Room jako Danielle Warner (gościnnie)
- 2002: Duży, gruby kłamczuch (Big Fat Liar) jako Kaylee
- 2002–2006: Siostrzyczki (What I Like About You) jako Holly Tyler
- 2003: Czego pragnie dziewczyna (What a Girl Wants) jako Daphne Reynolds
- 2003: Wielka przygoda prosiaczka Wilbura: Sieć Charlotty 2 (Charlotte’s Web 2: Wilbur’s Great Adventure) jako Nellie (głos)
- 2005: Roboty (Robots) jako Rusties (głos)
- 2005: Rozbitkowie (Love Wrecked) jako Jennifer Taylor
- 2006: Ona to on (She’s the Man) jako Viola Hastings (Fałszywy Sebastian)
- 2007: Lakier do włosów (Hairspray) jako Penny Pingleton
- 2007: Sydney i siedmiu nieudaczników (Sydney White) jako Sydney White
- 2008: Głowa rodziny (Family Guy) jako Anna (głos) (gościnnie)
- 2008: Living Proof jako Jamie
- 2009: Canned jako Sarabeth
- 2010: Łatwa dziewczyna (Easy A) jako Marianne

## Dyskografia
- 2007: „Without Love” (z filmu Lakier do włosów)
- 2007: „You Can’t Stop the Beat” (z filmu Lakier do włosów)

## Nagrody
- TRL Awards – Quit your Day Job (Best Guest Host) (2005)
- Kids’ Choice Award – Award Favorite Movie Actress (2003, 2004)
- Kids’ Choice Award – Award Favorite TV Actress (2001, 2002, 2003)
- Kids’ Choice Award – Award Favorite Cartoon (2000)
- Family Television Awards – Coolest Teen (2003)